# Эль-Манджаф
Эль-Манджаф (араб. المنقف‎) — город в провинции (мухафаза) Эль-Ахмади, один из 11 районов провинции, часть Эль-Кувейтской агломерации. 7-й по населению район Кувейта (2-й в провинции) и один из крупнейших пригородов Эль-Кувейта. Площадь — 6,36 км². Население — 126 930 человек (2015 год).
Расположен на севере провинции, в 27 км от столицы страны, на побережье Персидского залива. С другими пригородами у побережья и столицей город связывает скоростная автодорога 3D Фахахил или Абдульазиз Абдурахман аль-Сауд, которые идут также и на юг страны.
В период 2010—2015 года рост населения составил +6,43%/год.